# Firewind
Firewind är ett power metalband från Grekland.

## Medlemmar

### Nuvarande medlemmar
- Gus G (Kostas Karamitroudis) – gitarr (1998– ), keyboard (1998–2004)
- Petros Christo – basgitarr (2003– )
- Bob Katsionis – keyboard (2004– ), rytmgitarr (live) (2006– )
- Johan Nunez – trummor (2011– )
- Henning Basse – sång (2015– )

### Tidigare medlemmar
- Matt Scurfield – trummor (1998)
- Brandon Pender – sång (1998)
- Konstantine (Kostas Exarhakis) – gitarr (2001–2003)
- Brian Harris – trummor (2001–2003)
- Stephen Fredrick – sång (2001–2003)
- Stian L. Kristoffersen – trummor (2003–2005)
- Chitral Somapala – sång (2004–2005)
- Mark Cross – trummor (2005–2010)
- Apollo Papathanasio – sång (2005–2013)
- Michael Ehré – trummor (2010–2011)

### Turnerande medlemmar
- Fotis Benardo – trummor (2005)
- Henning Basse – sång (2007)
- Marios Iliopoulos – basgitarr (2010)
- Mats Levén – sång (2011)
- Kelly Sundown Carpenter – sång (2013)

## Diskografi

### Demo
- Nocturnal Symphony (1998)

### Studioalbum
- Between Heaven and Hell (2002)
- Burning Earth (2003)
- Forged by Fire (2005)
- Allegiance (2006)
- The Premonition (2008)
- Days of Defiance (2010)
- Few Against Many (2012)
- Immortals (2017)

### Livealbum
- Apotheosis - Live 2012 (2013)

### Singlar
- "Falling to Pieces" (2006)
- "Breaking the Silence" (2007)
- "Mercenary Man" (2008)
- "World on Fire" (2010)
- "Embrace the Sun" (2011)
- "Wall of Sound" (2012)
- "Hands of Time" (2016)
- "Ode to Leonidas" (2016)

### Video
- Live Premonition (DVD) (2008)